# Belmonte de San José
Belmonte de San José (en catalán, Bellmunt de Mesquí) es un municipio y localidad española de la provincia de Teruel, en la comunidad autónoma de Aragón. El término municipal, ubicado en la comarca del Bajo Aragón, tiene una población de 135 habitantes (INE 2024).

## Toponimia
El primer documento en el que aparece Belmonte es la Carta Puebla de 1232 dada por Jaime I de Aragón en la que el lugar se denominó Belmonte. En algunos documentos aparece como Velmont.
A raíz del Real Decreto de 27 de junio de 1916 se añadió el apelativo de Mezquín, para de diferenciarlo de otras localidades homónimas que hay en España. Así pasó a llamarse Belmonte de Mezquín, por el río Mezquín que pasa y nace en este municipio. En catalán se conoce a esta población como Bellmunt de Mesquí.
Se denominó oficialmente Belmonte hasta 1916, Belmonte de Mezquín desde 1916 y finalmente, Belmonte de San José desde 1979. En el año 1979 fue aprobado, tras una encuesta popular, que el sobrenombre fuera el de San José, por su ermita de San José. Así el nombre actual es Belmonte de San José.

## Geografía

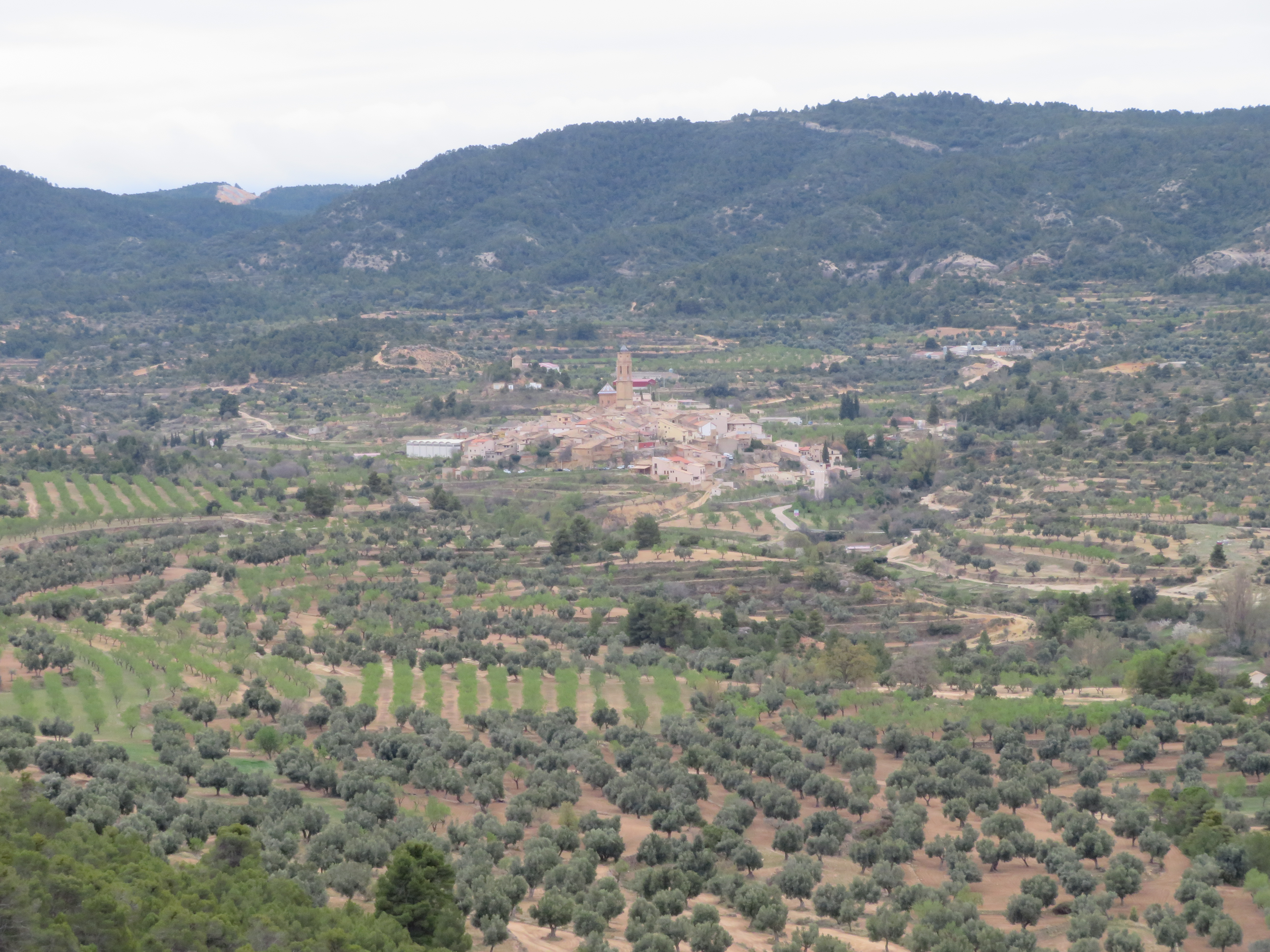
Panorámica rural del término municipal de Belmonte de San José

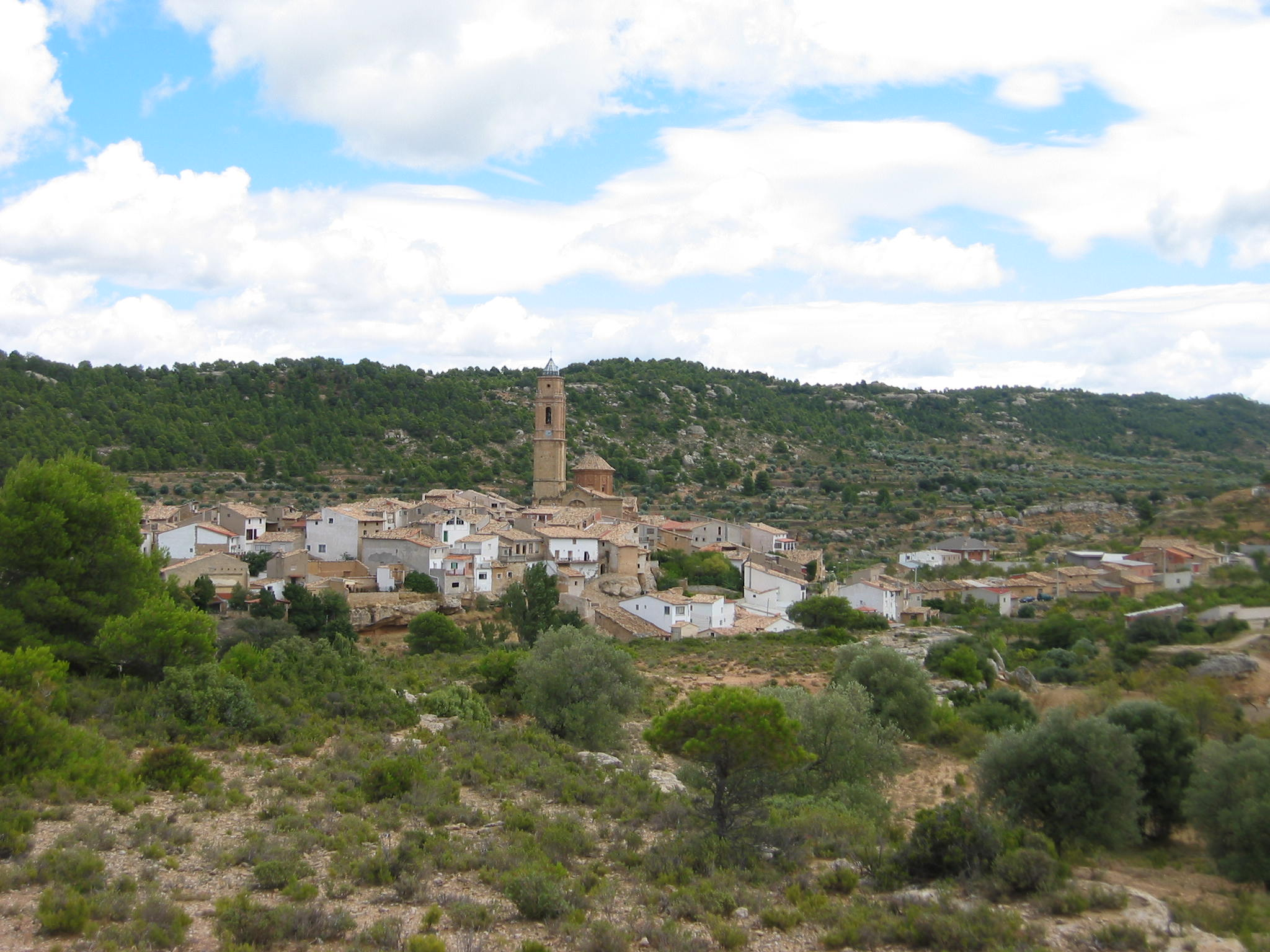
Panorámica de Belmonte de San José

El municipio de Belmonte de San José está dentro de la comarca de Bajo Aragón. Se sitúa en las estribaciones de las serranías del Maestrazgo turolense. Dista 180 km de Teruel, 130 km de Zaragoza y 26 km de Alcañiz. Por su término municipal pasan tramos de la carretera nacional N-232, además de la carretera autonómica A-1409 (Castelserás-Aguaviva) y por una carretera local que enlazan las anteriores. La extensión del municipio es de 33,96 km².
El relieve del municipio es abrupto, con numerosos barrancos y elevaciones. El río Mezquín, afluente del Guadalope, nace y discurre por el territorio. La altitud oscila entre los 939 m en un pico al sur del territorio y los 500 m a orillas del río Mezquín, en el extremo norte. El pueblo se encuentra a 661 m sobre el nivel del mar. 
Limita con los términos municipales de Torrevelilla, La Codoñera, Fórnoles, La Cañada de Verich y la La Cerollera.

## Historia
En el territorio de Belmonte de San José hay restos arqueológicos de la Edad del Hierro y de época ibérica que manifiestan una muy antigua ocupación de estas tierras. Existen dentro de los 34 km2 del municipio antiguos vestigios de ocupación humana que se remontan a las edades del Bronce y del Hierro así como a la época ibérica anterior a la era cristiana.
Ocupada por los árabes hasta su reconquista. Después de la reconquista estas tierras son donadas a la Orden de Calatrava. Alfonso II de Aragón, en 1179 entrega gran parte de Bajo Aragón a los calatravos que formarán una encomienda con sede en Alcañiz. El año 1232 el maestre de la orden dio Carta de Población a Belmonte y en 1337 se le otorga Carta de Franquicia, obteniendo el título de villa. 
La villa de Belmonte de San José está enclavada dentro de los territorios de la Orden Militar de Calatrava (Tenencia de Monroyo y Encomienda de Alcañiz), que le concedieron Carta Puebla en 1232 y título de villazgo en 1337. 
Los calatravos se reservaron una gran Dehesa, Castillo, el Molino y el Horno. Estos bienes pasaron a ser propios de los ayuntamientos al disolverse la Orden de Calatrava en 1838, y en la década de 1860 a propiedad privada.
En cuanto a administración, Belmonte de San José ha formado parte, de forma sucesiva, a la encomienda de la orden de Calatrava de Alcañiz, a la "sobrecullida" de Alcañiz (1488-1495), a la vereda de Alcañiz (1646) y al corregimiento de Alcañiz (1711-1833). Se constituye como Ayuntamiento en 1834 y forma parte del partido judicial de Alcañiz.

## Demografía
Belmonte de San José cuenta con una población de 135 habitantes (INE 2024).
| Gráfica de evolución demográfica de Belmonte de San José entre 1842 y 2023 |
| |
| Población de derecho según los censos de población del INE Población de hecho según los censos de población del INEEn estos censos se denominaba Belmonte: 1842, 1857, 1860, 1877, 1887, 1897, 1900 y 1910 En estos censos se denominaba Belmonte de Mezquín: 1920, 1930, 1940, 1950, 1960 y 1970 |

Según el Padrón a 1 de enero de 2009, Belmonte de San José contaba con 145 habitantes, y una densidad de población de 4,2 hab./km2. La estructura de su población muestra una tendencia al progresivo envejecimiento, con un 37,2% de población mayor de 65 años, y una edad media rondaba los 56 años. Son consecuencia de la fuerte pérdida de población que sufrió el conjunto de la provincia a partir de la segunda mitad del siglo XX. El máximo de población de Belmonte de San José en época contemporánea se alcanzó en 1910, con 820 habitantes. Desde entonces Belmonte ha perdido más del 82% de su población.
En la actualidad, tanto desde el Ayuntamiento de Belmonte de San José como desde la comarca del Bajo Aragón se trabaja activamente para revitalizar la estructura demográfica y socioeconómica de la localidad, participando en los programas de fomento demográfico de la Asociación de Entidades por la Población de Teruel (HABITATE) y de la Asociación Aragonesa de Municipios y Comarcas contra la Despoblación.

## Administración y política
El actual alcalde es Alberto Bayod Camarero (PSOE-Aragón). Plaza Ayuntamiento, 1 (44642) - Belmonte de San José Tel. 978 852 025 y Fax 978 852 025.
| Elecciones municipales del 28 de mayo de 2023 |       |         |            |
| Partido                                       | Votos | %       | Concejales |
| PSOE                                          | 52    | --,-- % | 3          |
| PP                                            | 48    | --,-- % | 2          |
| CHA                                           | 17    | --,-- % | 0          |

| Período   | Alcalde                      | Partido       |  |
| 1979-1983 | Alfredo Guardiola Cardona    | Ind.          |  |
| 1983-1987 | Emiliano García González     | AP-PDP-UL-PAR |  |
| 1987-1991 | Alfredo Guardiola Cardona    | PAR           |  |
| 1991-1995 | Roberto G. Bayod Pallarés    | PAR           |  |
| 1995-1996 | Alfredo Guardiola Cardona    | PAR           |  |
| 1996-1999 | María José Rebullida Julián  | PP            |  |
| 1999-2000 | María José Rebullida Julián  | PP            |  |
| 2000-2003 | Víctor M. Angosto Zurita     | PAR           |  |
| 2003-2007 | Víctor M. Angosto Zurita     | PAR           |  |
| 2007-2011 | Víctor M. Angosto Zurita     | PAR           |  |
| 2011-2015 | José Javier de Miguel Martín | PP            |  |
| 2015-2017 | José Javier de Miguel Martín | PP            |  |
| 2017-2019 | Camilo Rebullida             | PP            |  |
| 2019-2023 | Alberto Bayod Camarero       | PSOE          |  |
| 2023--    | Alberto Bayod Camarero       | PSOE          |  |

| Partido político    | Partido político                                   | 1979   | 1983   | 1987   | 1991   | 1995   | 1999   | 2003   | 2007   | 2011   | 2015   | 2019   | 2023   |
| Partido político    | Partido político                                   | Ediles | Ediles | Ediles | Ediles | Ediles | Ediles | Ediles | Ediles | Ediles | Ediles | Ediles | Ediles |
|                     | Partido de los Socialistas de Aragón (PSOE-Aragón) | —      | 0      | —      | 0      | 0      | 1      | 1      | 1      | 2      | 1      | 3      | 3      |
|                     | Partido Popular de Aragón (PP)                     | —      | 5      | —      | —      | 3      | 4      | 0      | 0      | 2      | 4      | 2      | 2      |
|                     | Chunta Aragonesista (CHA)                          | —      | —      | —      | —      | —      | —      | 0      | 0      | 0      | 0      | 0      | 0      |
|                     | Partido Aragonés (PAR)                             | —      | —      | 5      | 5      | 2      | —      | 4      | 4      | 1      | 0      | 0      | —      |
| Total de concejales | Total de concejales                                | 5      | 5      | 5      | 5      | 5      | 5      | 5      | 5      | 5      | 5      | 5      | 5      |

## Patrimonio

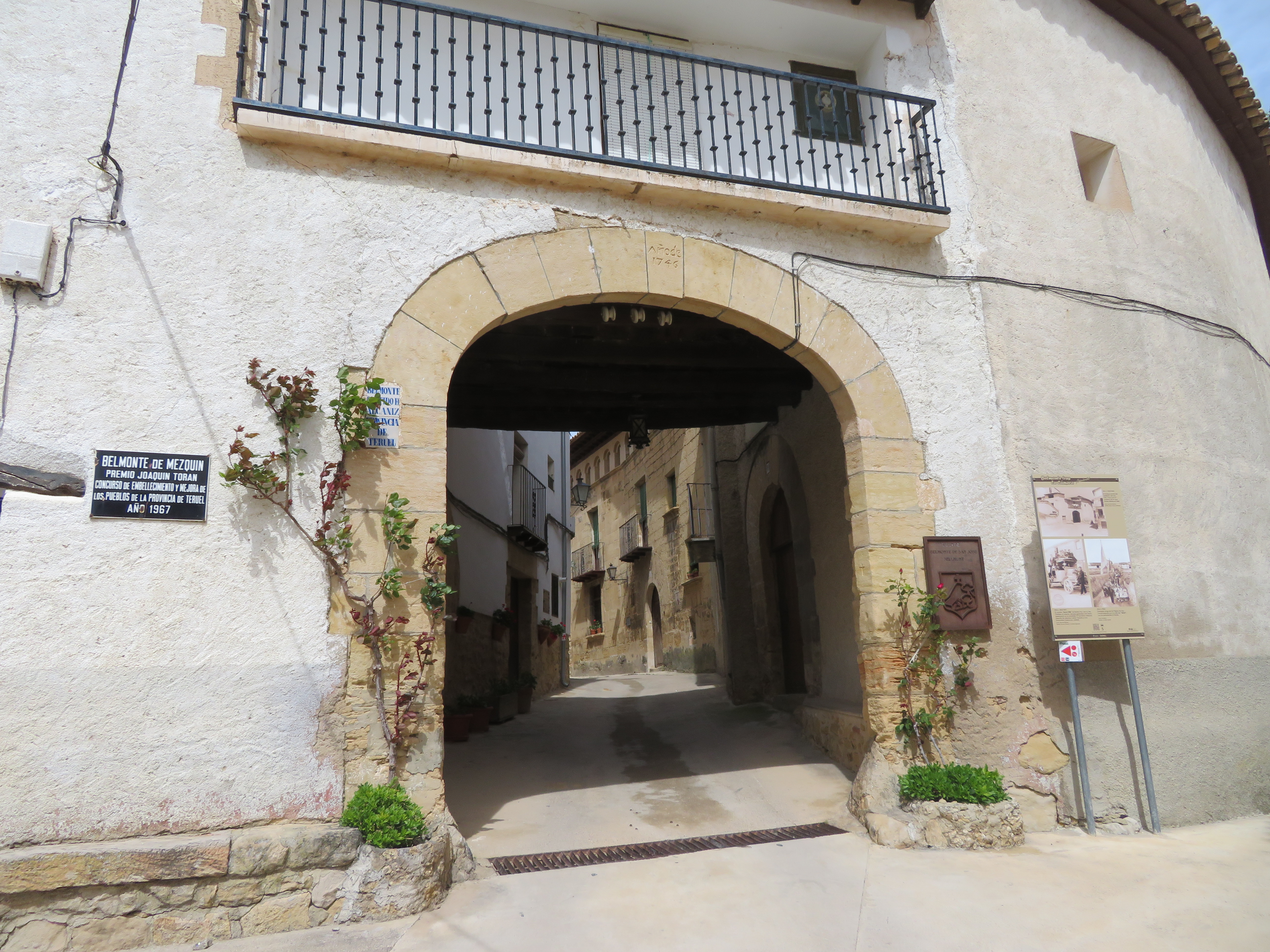
Portal de Soldevila

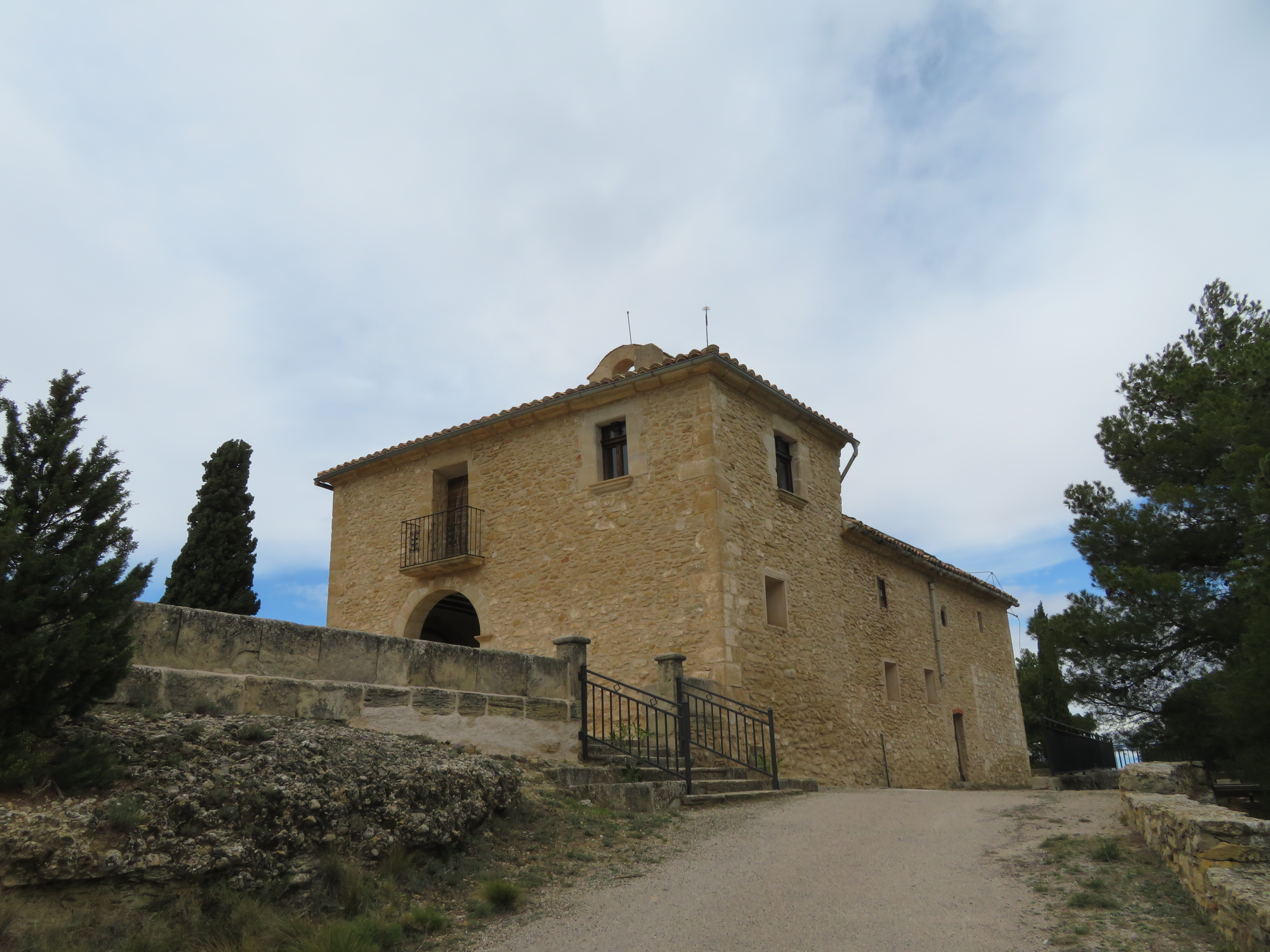
Ermita de San José

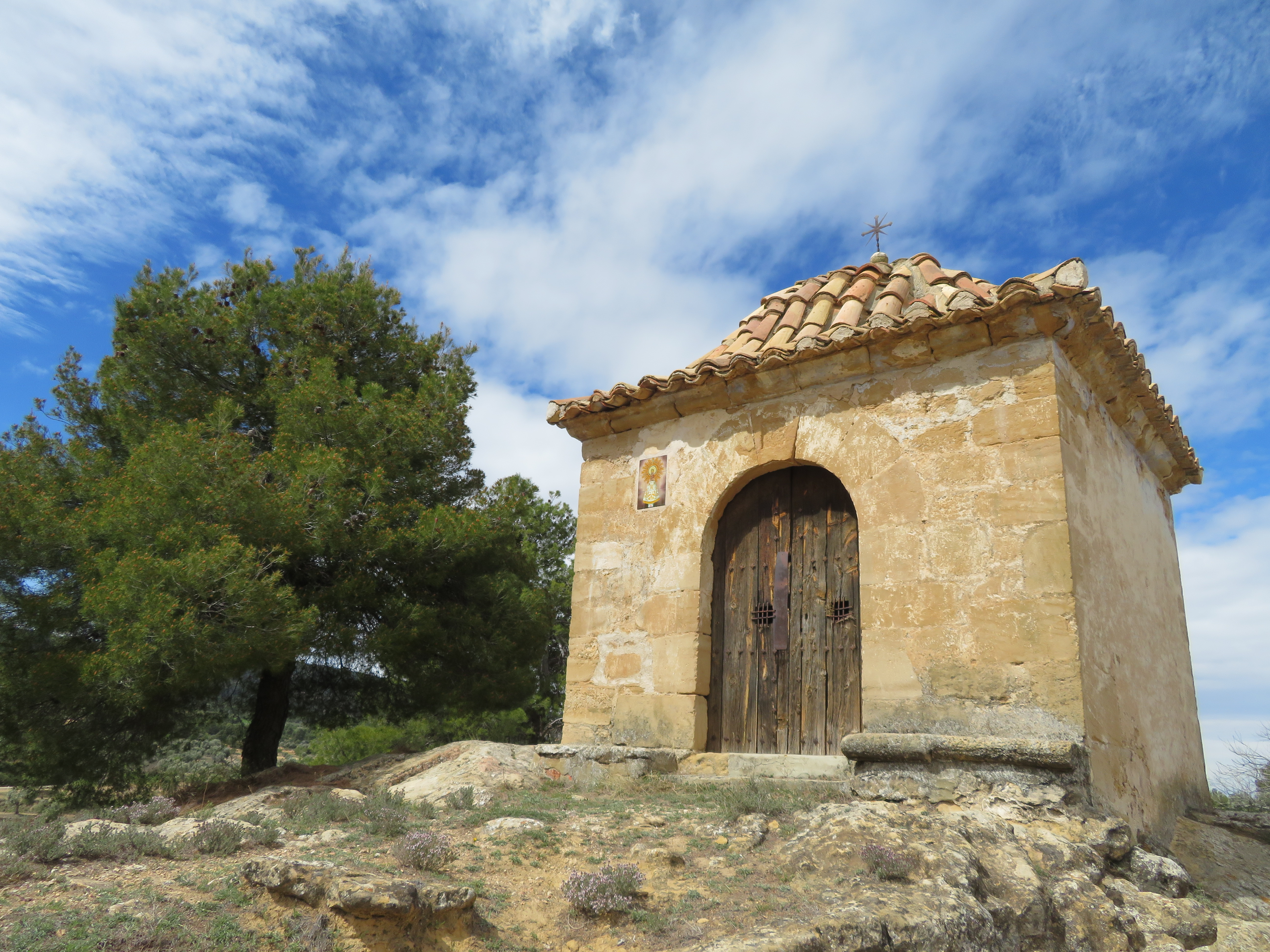
Ermita del Pilar

- Portal del Soldevila: Es un arco rebajado, que da acceso a la villa por el sureste.
- Postigo del Portell: una de las cinco entradas de la antigua villa fortificada, con larga escalinata de ascenso desde los extramuros. El arco fue reconstruido en 1994.
- Portal de la Herrería.
- Ermita de San José. Situada a unos 3 km de la localidad en un monte que domina todo el valle del río Mezquín. Está compuesta por dos volúmenes la ermita propiamente dicha y el hogar del ermitaño. El conjunto arquitectónica está construido en mampostería y sillería.
- Ermita del Calvario. Es una ermita del siglo XVIII realizada en mampostería y cubierta con cúpula.
- Ermita de Santa Bárbara. Edificio barroco construido en el siglo XVIII en mampostería.
- Ermita del Pilar. Pequeña ermita construida junto a la carretera.
- Ermita de San Cosme y San Damián. Es una pequeña ermita del siglo XIX de planta cuadrada.
- Capilla de Belén. Capilla construida en el siglo XVIII.
- Nevera: La nevera o pozo de hielo de Belmonte de San José se sitúa en el casco urbano, es una de las más grandes del Bajo Aragón. Se conoce su existencia desde 1636. Tiene una capacidad de 300 toneladas de hielo. Ha sido rehabilitada y puede ser visitada.
- Casas solariegas: La casa Bosque, casa solariega construida en el siglo XVI. En el escudo de la fachada la fecha de 1516. La casa del Solá, palacio-caserón renacentista construido en 1539.
- El puente viejo: salva el barranco de los Escurines y destaca por su tosca obra de enormes piedras irregulares superpuestos sin tallar.
- El puente de Miranda: presenta una construcción más evolucionada que el anterior. Salva el cauce del río Mezquín. Una hilera de sillares hace las veces de quitamiedos.

### Iglesia parroquial del Salvador
Templo parroquial dedicado a la advocación del "Santísimo Salvador", del siglo XVIII. De estilo barroco, fue levantado sobre la planta de la anterior iglesia medieval. La historiadora Teresa Thompson ha certificado que el 16 de septiembre de 1741 el justicia, los regidores y el ayuntamiento de Belmonte arrendaron a favor de Cosme Bayod la fábrica de esta iglesia. Los trabajos se iniciaron en 1742. Cosme cedió la obra en 1746 a Simón Moreno y éste, en 1770, traspasó a José Sastruz la construcción de la torre de tres cuerpos. 
Obra realizada en mampostería y cantería. Tiene planta rectangular dividida en tres naves de igual altura y crucero alineado. Está diseñado según la idea de "iglesia-salón", muy propia del siglo de "la Ilustración o de las luces". La nave central cubierta con bóveda de medio cañón y las laterales con bóveda de arista. Cúpula sobre tambor en el crucero. La torre es de cuatro cuerpos, construidos los inferiores en sillería y los superiores en ladrillo. Su fachada está adornada con un a modo de retablo de piedra rematado con el escudo de Belmonte. La joya del templo es su órgano barroco, cuya construcción fue encargada en 1747 por el ayuntamiento de Belmonte a los maestros organeros de Calanda, Francisco y Antonio Turull. En su historia del siglo XX queda la destrución de sus ocho retablos barrocos, vandalizados en la guerra civil de 1936-39.

### Casa consistorial
Su denominación original es "Casas consistoriales". Es un edificio renacentista de tres plantas, construido en sillería que data de 1575. En la planta baja dos grandes arcos dan lugar a una lonja. Muestra, aunque muy deteriorado, el escudo de la villa. En la planta baja se conserva en buen estado la cárcel, una de las pertenecientes a la llamada "Ruta de las Cárceles". Los vanos de las plantas superiores son rectangulares.

### Casa Membrado
Ejemplo de arquitectura civil barroca, construida por orden de Joseph Membrado Ejerique en 1724. Heredado en 1743 por Matías Membrado. Juan Pío Membrado (1851-1923) nació, vivió y murió en esta casa. Cofundador y primer presidente de la sociedad regeneracionista Fomento del Bajo Aragón. Se convertiría en un punto de 'encuentro social' de la localidad. Conservan unas bellas puertas talladas y un salón con pinturas murales de carácter decorativo. La fuente situada junto a este edificio fue reconstruida en 1893 (Madoz menciona una anterior entre los elementos singulares de la plaza Mayor). 